# Thilo Castner
Thilo Castner (* 18. Januar 1935 in Breslau; † 27. Juli 2022 in Fürth) war ein deutscher  Schriftsteller.

## Leben
Er war bis 1998 Studiendirektor der Städtischen Wirtschaftsschule Nürnberg. Als freier Mitarbeiter der Nürnberger Nachrichten veröffentlichte er Wander- und Ausflugstipps. Castner ist Autor des Kleinstadt-Verführers und u. a. Koautor des Wirtshaus-Verführers Franken und der Ausflugs-Verführer Franken, Fränkische Schweiz, Weinfranken und Weinfranken 2, alle im ars vivendi Verlag erschienen. Von 1987 bis 1991 war er Lehrbeauftragter am Fachbereich Betriebswirtschaft der Georg-Simon-Ohm-Hochschule Nürnberg (Vorgängereinrichtung der Technischen Hochschule Nürnberg Georg Simon Ohm).

## Werke
- Der Wirtshaus-Verführer. Schmackhafte Ausflüge rund um Nürnberg. ars vivendi verlag, Cadolzburg 2006, ISBN 978-3-89716-703-2.
- Der Ausflugs-Verführer Fränkische Schweiz. Freizeittouren für Genießer. ars vivendi verlag, Cadolzburg 2010, ISBN 978-3-89716-376-8.
- Der Ausflugs-Verführer Weinfranken 2. 20 Genießertouren in die schönsten Weingegenden Frankens. ars vivendi verlag, Cadolzburg 2013, ISBN 978-3-86913-283-9.
- Der Kleinstadtverführer Franken. 22 Touren für Entdecker. ars vivendi verlag, Cadolzburg 2013, ISBN 978-3-86913-116-0.
- Der Ausflugs-Verführer Weinfranken. Freizeittouren für Genießer. ars vivendi verlag, Cadolzburg 2014, ISBN 978-3-89716-515-1.
- Der Kleinstadt-Verführer Franken 2. 25 Touren für Entdecker. ars vivendi verlag, Cadolzburg 2014, ISBN 978-3-86913-478-9.
- Der Städte-Verführer Metropolregion Nürnberg. ars vivendi verlag, Cadolzburg 2015, ISBN 978-3-86913-595-3.
- Der Wirtshaus-Verführer Franken. Kulinarische Ausflüge in der Metropolregion Nürnberg. ars vivendi verlag, Cadolzburg 2015, ISBN 978-3-86913-063-7.
- Der Ausflugs-Verführer Oberpfalz. ars vivendi verlag, Cadolzburg 2017, ISBN 978-3-86913-774-2.